# 高防
高防（904年—963年），字修已，并州壽陽（山西壽陽）人。
早年是張從恩屬下，累遷至判官。張從恩升遷為樞密副使，高防則授國子監丞，又拜殿中丞，充任鹽鐵推官。後來張從恩投靠契丹，高防殺知留後趙行遷，投靠劉知遠，被委任為檢校金部郎中。周太祖即位後，起為刑部員外郎。顯德二年（955年）遷給事中。建隆元年（960年），拜尚書左丞。乾德元年（963年）卒，年五十九歲。
1. ↑  . m.sohu.com.   [2022-02-25] （英语）.[]